# Giovanni Gargiolli
Giovanni Gargiolli (Fivizzano, 18 gennaio 1838 – Roma, 10 gennaio 1913) è stato un fotografo italiano.

## Biografia
Figlio di Girolamo, letterato e consigliere di stato del Granducato di Toscana, si laureò nel 1861 in Matematica a Pisa, ottenendo successivamente anche il diploma di ingegnere / architetto. Dopo un breve periodo trascorso lavorando alle linee ferroviarie dell'Abruzzo, si trasferì nel 1873 a Roma, dove tra gli altri lavori, si occupò della trasformazione della facciata neoclassica del prestigioso palazzo Wedekind, in piazza Colonna. La crisi edilizia che travolse nel 1887 la nuova capitale costrinse Gargiolli ad abbandonare la sua attività di architetto, e a dedicarsi a tempo pieno a quello che era stato fino ad allora solo un passatempo: la fotografia.
Fondò dapprima a Napoli e poi a Roma, in collaborazione con il principe Ruffo della Scaletta, la Società degli amatori di fotografia, che dal 1889 ebbe il proprio organo di diffusione nel Bollettino dell'Associazione degli amatori di fotografia di Roma (primo periodico fotografico italiano).
Ben presto acquisì nel settore ampia notorietà, grazie alla bellezza delle proprie fotografie esibite in varie importanti mostre, ai suoi scritti tecnici, ed alla genialità delle sue invenzioni, come il teleobiettivo a fuoco profondo (di grande interesse militare), e ad un particolare tipo di stereovisore.
Fu così chiamato a dirigere il settore di fotoincisione della Calcografia Nazionale, e quindi a fondare e dirigere, nel 1892, il Gabinetto fotografico nazionale, per la raccolta di negativi e positivi d'opere d'arte utili anche alla catalogazione delle opere d'arte italiane (le lastre di Gargiolli, a differenza di quelle commerciali degli Alinari, non venivano infatti mai ritoccate). 
Morì a Roma nel gennaio 1913.
Dal 2020 l’Amministrazione Comunale di Fivizzano (MS) realizza, con il patrocinio della Regione Toscana  il Premio Fotografico Nazionale Giovanni Gargiolli  ideato per ricordare uno dei suoi figli più illustri, Giovanni Gargiolli, architetto e fotografo.